# ヴァレリー・ブィコフスキー
ヴァレリー・フョードロヴィチ・ブィコフスキー（ロシア語: Валерий Фёдорович Быковский；ラテン文字転写の例:Valery Fyodorovich Bykovsky、1934年8月2日 - 2019年3月27日）は、ソ連の宇宙飛行士。ボストーク5号、ソユーズ22号、ソユーズ31号と3度、宇宙飛行を行っている。また、ボストーク3号、ソユーズ37号のバックアップも務めた。

## 経歴

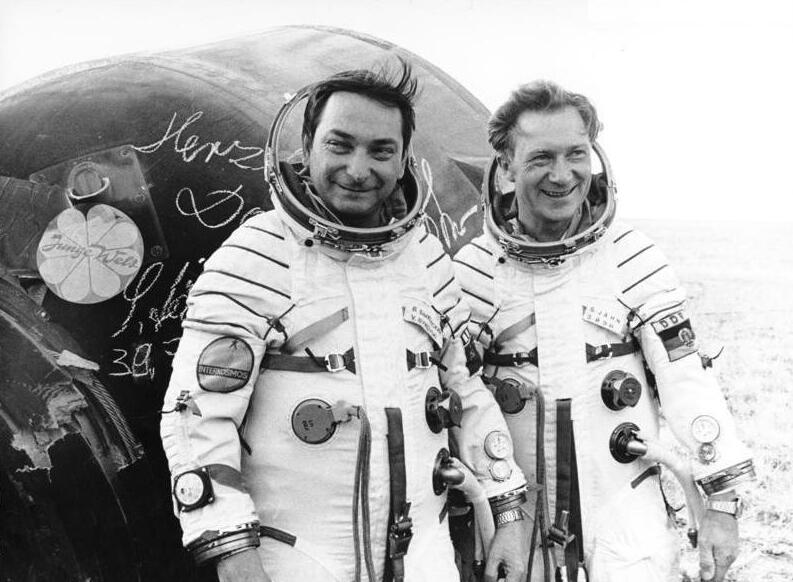
1978年9月3日、ドイツ人初の宇宙飛行士ジークムント・イェーンと帰還した時の写真。帰還カプセルはソユーズ29号のもの

ロシア共和国モスクワ州パヴロフスキー・ポサドに生まれる。1955年、A.F.ミャスニコフ名称カチン飛行士軍事航空学校を卒業し、モスクワ防空管区の戦闘機連隊に勤務。1960年、宇宙飛行士候補に選抜。
ブィコフスキーは、1963年6月14日に打ち上げられたボストーク5号で単独で5日間宇宙飛行を行い、当時最長の宇宙滞在記録を作っている。後に滞在時間記録は塗り替えられたものの、いずれも複数であるため、単独での記録としては現在でも最長である。
1976年9月15日、ソユーズ22号の船長として2度目の宇宙飛行を行った。1978年8月26日、ソユーズ31号の船長として3度目の宇宙飛行を行う。ボストーク計画とソユーズ計画の両方で宇宙飛行をおこなった飛行士は、ブィコフスキーの他にはパーヴェル・ポポーヴィチだけである。
宇宙飛行士として一線から退いた後には、同盟国間での宇宙開発を促進するソ連・東欧宇宙連合に関わった。1988年に引退し、ベルリンで3年間ソ連科学文化会館の館長を務めた。

## パーソナル
ソ連邦英雄（2度）。レーニン勲章3個、赤星勲章、労働赤旗勲章を受章。
ベトナム社会主義共和国労働英雄、ブルガリア人民共和国社会主義労働英雄、ドイツ民主共和国英雄。カール・マルクス勲章（東ドイツ）、一等グリュンワルド十字章（ポーランド）、二等インドネシア共和国星勲章を受章。
ソ連科学アカデミーのK.E.ツィオルコフスキー名称金メダル、デ・ラヴォ・メダル（FAI）、「傑出した優秀さに対する」金メダル、スウェーデン王立航空クラブの名誉賞状を受賞。
カルーガ、ルジェフ（ロシア）、ブルガス、ヴァルナ（ブルガリア）、セラズ（ポーランド）の名誉市民。